# Emil Neidenbach
Emil Neidenbach (15 de junho de 1884 - 2013; 20 de dezembro de 1957) foi um escritor húngaro. Seu trabalho fez parte do evento de literatura no concurso de arte nos Jogos Olímpicos de Verão de 1932.